# De La Penya
De La Penya es un cultivar de higuera de tipo higo común Ficus carica, unífera de higos de epidermis con color de fondo verde amarillento y sobre color marrón rojizo ubicado sobre las costillas. Se cultiva en la colección de higueras de Montserrat Pons i Boscana en Llucmajor, Islas Baleares.

## Sinonimia
- „sin sinónimo“.[4][6][7]

## Historia
Actualmente la cultiva en su colección de higueras baleares Montserrat Pons i Boscana, rescatada de un ejemplar o higuera madre con un esqueje conseguido en el término de Algaida en la zona denominada "Punxuat" en la finca "es Moli d'en Boet" propiedad de Pere Antoni Noguera en la boca de una cueva esculpida, donde surgió, crece y tiene lugar su vida vegetativa.
La variedad 'De La Penya' está ubicada en "Punxuat"  término de Algaida, y nació dentro de una cueva milenaria, desarrollándose en el interior de unos peñascos donde vegeta y de ahí su nombre (Penya:Peña en Baleares).

## Características
La higuera 'De La Penya' es una variedad unífera de tipo higo común. Árbol de mediano desarrollo, vigorosidad media, con copa anárquica y deforme. Tronco con prominentes hinchazones nodales. Sus hojas son mayoritariamente de 5 lóbulos, menos de 3 lóbulos. Sus hojas con dientes presentan márgenes serrados poco marcados y ángulo peciolar obtuso. 'De La Penya' tiene poco desprendimiento de higos, y un rendimiento productivo medio, con periodos de cosecha largos. La yema apical cónica es de color verde amarillento.
Los frutos 'De La Penya' son higos de un tamaño de longitud x anchura:36 x 40 mm, con forma urceolada bastante redondeados, un poco asimétricos pero uniformes en las dimensiones, que presentan unos frutos pequeños de unos 16,760 gramos en promedio, de epidermis con consistencia blanda, grosor de la piel mediano con textura áspera, color de fondo verde amarillento y sobre color marrón rojizo ubicado sobre las costillas. Ostiolo de 0 a 2 mm con escamas medianas rosadas. Pedúnculo de 1 a 3 mm cilíndrico verde claro. Grietas ausentes. Costillas poco marcadas. Con un ºBrix (grado de azúcar) de 20 de sabor dulce aguazoso, con color de la pulpa rojo granate. Con cavidad interna ausente con muchos aquenios medianos. Producen con bastante asiduidad una gota de miel en el ostiolo. Son de un inicio de maduración sobre el 26 de agosto al 2 de octubre. De periodo de cosecha largo pero poco rendimiento productivo. Variedad poco conocida y cultivada.
Se usa como higos frescos en alimentación humana, y en fresco para animales silvestres. Tienen una fácil abscisión del pedúnculo y difícil facilidad de pelado, de consistencia blanda. Son resistentes a las lluvias, los rocíos, a la apertura del ostiolo y poco al transporte, y mediana al desprendimiento.

## Cultivo
'De La Penya', se utiliza higos frescos en humanos, y frescos en los animales silvestres. Produce una sola cosecha de duración larga pero poco productiva. Se está tratando de recuperar de ejemplares cultivados en la colección de higueras baleares de Montserrat Pons i Boscana en Llucmajor.